# Parodia

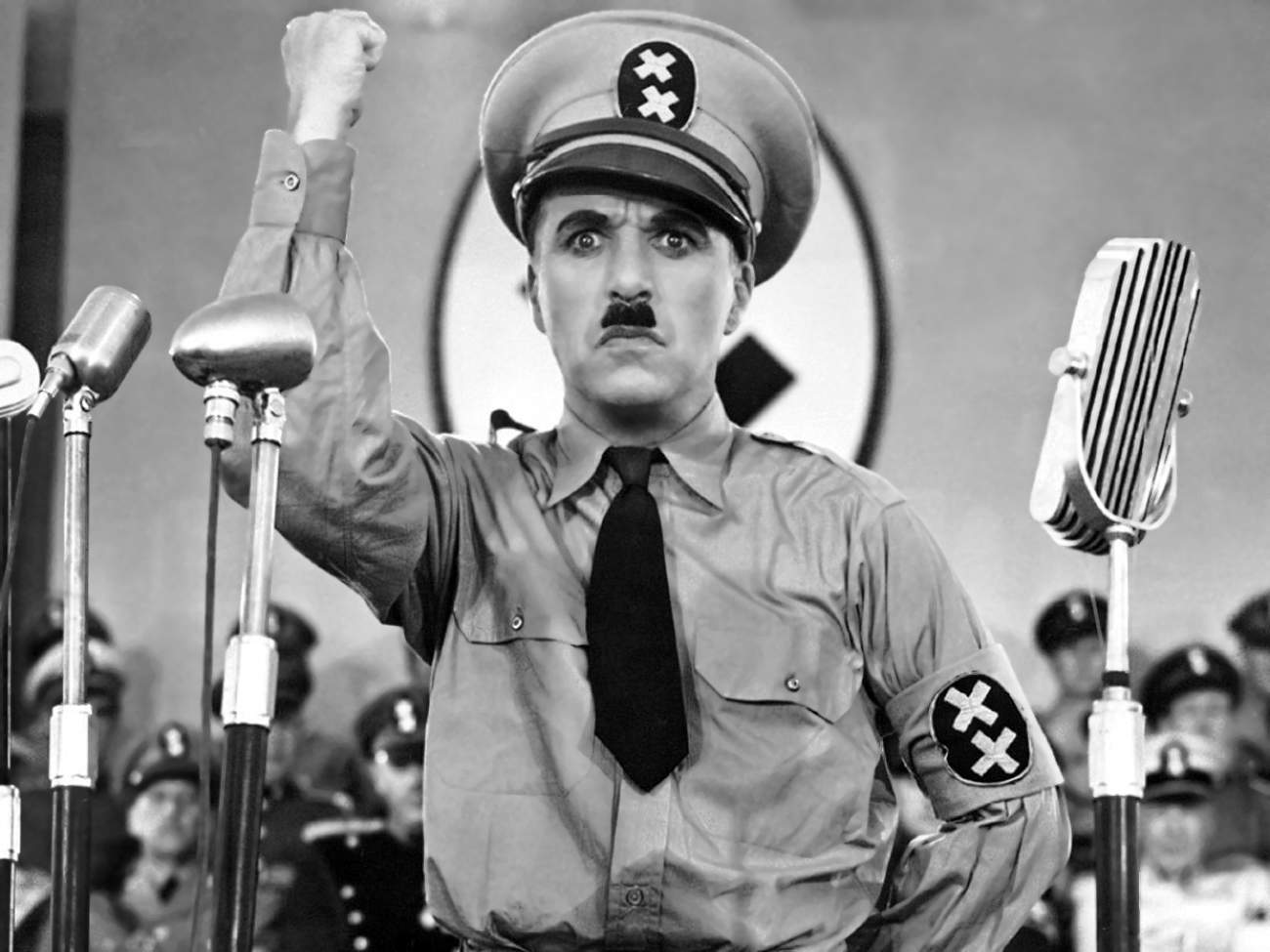
Charles Chaplin parodiando a Adolf Hitler en su película satírica El gran dictador (1940)

La parodia (del griego παρά, 'en contra de, al lado de', y ᾠδή, 'oda') es una obra satírica que caracteriza o interpreta otra obra de arte no necesariamente con humor. Muchas veces las parodias son serias, aludiendo a otra obra en forma de guiño o protesta. En el sentido de en contra del canto, la parodia se refiere a imitaciones burlonas en forma de canto o recital, mientras en el real sentido de al lado del canto implica repetición con diferencia, no necesariamente con burla.
Las parodias habrían surgido en la antigua literatura griega, con poemas que imitaban de forma irrespetuosa los contenidos o las formas de otros poemas. Los romanos también desarrollaban parodias como imitaciones de estilo humorístico, al igual que la literatura francesa neoclásica.
La parodia existe en todos los géneros, incluyendo la literatura, la música, el cine y la televisión y más recientemente, en las redes sociales digitales. Un acontecimiento político, social o cultural puede ser asimismo parodiado. La parodia es la recreación de un personaje o un hecho, empleando recursos irónicos para emitir una opinión generalmente transgresora sobre la persona o el acontecimiento parodiado.
Se trata de una imitación burlesca que caricaturiza a una persona, una obra de arte o una cierta temática. Como obra satírica, la parodia aparece en diversos géneros artísticos y medios. La industria cinematográfica, la televisión, la música y la literatura suelen realizar parodias de hechos políticos o de otras obras. Por lo general se apela a la ironía y a la exageración para transmitir un mensaje burlesco y para divertir a los espectadores, lectores u oyentes.

## Orígenes
Según Aristóteles (Política, ii. 5), Hegemón de Tasos fue el inventor de un tipo de parodia; alterando ligeramente la redacción de poemas conocidos, transformó lo sublime en ridículo. En la antigua literatura griega, una parodia era un poema narrativo que imitaba el estilo y la prosodia de la épicas "pero que trataba temas ligeros, satíricos o burlón-heroicos". En efecto, los componentes de la palabra griega son παρά para "al lado, en contra, en contra" y ᾠδή oide "canto". Así, la palabra griega original παρῳδία parodia se ha tomado a veces para significar "contracanción", una imitación que se contrapone al original. El Oxford English Dictionary, por ejemplo, define la parodia como la imitación "vuelta como para producir un efecto ridículo". Dado que par- también tiene el significado no antagónico de al lado, "no hay nada en parodia que haga necesaria la inclusión de un concepto de ridiculez".
En la Antigua Comedia griega hasta los dioses podían ser objeto de burla. Las ranas retrata al héroe convertido en dios Heracles como un glotón y al dios del drama Dioniso como cobarde y poco inteligente. El tradicional viaje al Inframundo se parodia cuando Dioniso se viste de Heracles para ir al Inframundo, en un intento de traer de vuelta a un poeta para salvar a Atenas. La Antiguos griegos creó obras de sátiros que parodiaban las obras trágicas, a menudo con intérpretes vestidos como sátiros.
La parodia se utilizaba en los primeros textos filosóficos griegos para exponer argumentos filosóficos. Tales textos se conocen como spoudaiogeloion, de los cuales un ejemplo famoso es el Silloi del filósofo Pirronista, que parodiaba a filósofos vivos y muertos. El estilo fue un pilar retórico del Cínico y fue el tono más común de las obras realizadas por Menipo y Meleagro de Gadara.
En el siglo II de nuestra era, Luciano de Samosata creó una parodia de textos de viajes como Indica y La Odisea. Describió a los autores de tales relatos como mentirosos que nunca habían viajado, ni habían hablado con ninguna persona creíble que lo hubiera hecho. En su libro irónicamente llamado Historia verdadera Luciano presenta una historia que exagera la hipérbole y las afirmaciones improbables de esos relatos. Descrito a veces como la primera ciencia ficción, los personajes viajan a la luna, se enzarzan en una guerra interplanetaria con la ayuda de los alienígenas que conocen allí, y luego regresan a la tierra para experimentar la civilización dentro de una criatura de 200 millas de largo que generalmente se interpreta como una ballena. Se trata de una parodia de las afirmaciones de Ctesias sobre la existencia en la India de una raza humana con una sola pierna y un pie tan grande que puede usarse como paraguas, las historias de Homero sobre gigantes de un solo ojo, etc.

## Parodia modernista y posmodernista
En el siglo XX, la parodia se ha acentuado como el dispositivo artístico central y más representativo, el agente catalizador de la creación y la innovación artística. Esto ocurrió de forma más destacada en la segunda mitad del siglo con el posmodernismo, pero el modernismo anterior y el formalismo ruso habían anticipado esta perspectiva. Para los formalistas rusos, la parodia era una forma de liberación del texto de fondo que permite producir formas artísticas nuevas y autónomas.
El historiador Christopher Rea escribe que "en las décadas de 1910 y 1920, los escritores del mercado del entretenimiento chino parodiaban cualquier cosa y todo..... Parodiaban discursos, anuncios, confesiones, peticiones, órdenes, volantes, avisos, políticas, reglamentos, resoluciones, discursos, explicaciones, sutras, memoriales al trono y actas de conferencias. Tenemos un intercambio de cartas entre la Cola y la Barba y las Cejas. Tenemos un elogio de un orinal. Tenemos 'Investigación sobre por qué los hombres tienen barba y las mujeres no', 'Un telegrama del Dios del Trueno a su madre renunciando a su cargo', y 'Un aviso público del Rey de las Putas prohibiendo a los playboys saltarse las deudas'"
El cuento de Jorge Luis Borges (1939) "Pierre Menard, autor del Quijote", a menudo se considera que predice el posmodernismo y concibe el ideal de la parodia definitiva. En el sentido más amplio de la parodia griega, la parodia puede ocurrir cuando elementos enteros de una obra son sacados de su contexto y reutilizados, no necesariamente para ser ridiculizados. Las definiciones tradicionales de parodia suelen hablar sólo en el sentido más estricto de algo que pretende ridiculizar el texto que parodia. También existe un sentido más amplio y extendido de la parodia que puede no incluir la ridiculización, y puede basarse en muchos otros usos e intenciones. El sentido más amplio de la parodia, la parodia realizada con una intención distinta a la de ridiculizar, se ha hecho prevalente en la parodia moderna del siglo XX. En el sentido ampliado, la parodia moderna no se dirige al texto parodiado, sino que lo utiliza como arma para dirigirse a otra cosa. La razón de la prevalencia del tipo de parodia ampliada y recontextualizadora en el siglo XX es que los artistas han tratado de conectar con el pasado a la vez que registran las diferencias aportadas por la modernidad. Entre los principales ejemplos modernistas de esta parodia recontextualizadora se encuentran Ulysses de James Joyce, que incorpora elementos de la Odisea de Homero en un contexto irlandés del siglo XX, y T. S. Eliot La tierra baldía, que incorpora y recontextualiza elementos de un amplio abanico de textos anteriores, incluida la El Infierno de Dante.[cita requerida] La obra de Andy Warhol es otro ejemplo destacado de la parodia moderna "recontextualizadora". Según el teórico literario francés Gérard Genette, la forma más rigurosa y elegante de parodia es también la más económica, es decir, una parodia mínima, la que reedita literalmente un texto conocido y le da un nuevo significado.
La parodia en blanco, en la que un artista toma la forma esquelética de una obra de arte y la sitúa en un nuevo contexto sin ridiculizarla, es común. El pastiche es un género estrechamente relacionado, y la parodia también puede producirse cuando los personajes o escenarios pertenecientes a una obra se utilizan de forma humorística o irónica en otra, como la transformación de los personajes menores Rosencrantz y Guildenstern del drama Hamlet de Shakespeare en los personajes principales en una perspectiva cómica de los mismos acontecimientos en la obra (y película) Rosencrantz y Guildenstern están muertos. Del mismo modo, Atrapado en el Netflix de Mishu Hilmy utiliza la parodia para deconstruir programas contemporáneos de Netflix como Mad Men aportando comentarios a través de personajes populares. Don Draper mansplaining sobre el mansplaining, Luke Danes monologando sobre la falta de independencia mientras abraza la codependencia. En la novela de Flann O'Brien At Swim-Two-Birds por ejemplo, el loco Rey Sweeney, Finn MacCool, un pookah, y un surtido de cowboy se reúnen en una posada de Dublín: la mezcla de personajes míticos, personajes de género de ficción y un escenario cotidiano se combinan para un humor que no va dirigido a ninguno de los personajes ni a sus autores. Esta combinación de personajes establecidos e identificables en un nuevo escenario no es lo mismo que el tropo posmodernista de utilizar personajes históricos en la ficción fuera de contexto para proporcionar un elemento metafórico.

## Parodias de películas
Algunos teóricos del género, siguiendo a Bajtín, ven la parodia como un desarrollo natural en el ciclo vital de cualquier género; esta idea ha resultado especialmente fructífera para los teóricos del cine de género. Estos teóricos señalan que las películas del Oeste, por ejemplo, después de que la etapa clásica definiera las convenciones del género, pasaron por una etapa de parodia, en la que esas mismas convenciones fueron ridiculizadas y criticadas. Como el público había visto estos westerns clásicos, tenía expectativas para cualquier nuevo western, y cuando estas expectativas se invertían, el público se reía.
Quizás la primera película de parodia fue la de 1922 Barro y arena, una película de Stan Laurel que se burlaba de la película de Rudolph Valentino Sangre y arena. Laurel se especializó en parodias a mediados de la década de 1920, escribiendo y actuando en varias de ellas. Algunas eran parodias de películas populares, como El doctor Jekyll y el señor Hyde -parodiado en el cómic El doctor Pyckle y el señor Pryde (1926). Otras eran parodias de obras de Broadway, como No, No, Nanette (1925), parodiada como Sí, Sí, Nanette (1925). En 1940 Charlie Chaplin creó una comedia satírica sobre Adolf Hitler con la película El gran dictador, tras la primera parodia de Hollywood sobre los nazis, el tema corto de los Los tres chiflados ¡Espía nazi!.
Unos 20 años después, Mel Brooks comenzó su carrera con una parodia de Hitler también. Después de que su película de 1967 Los productores ganara tanto un Premio de la Academia como un Premio del Gremio de Escritores de América al mejor guion original, Brooks se convirtió en uno de los parodistas cinematográficos más famosos y creó parodias en múltiples géneros cinematográficos. Blazing Saddles (1974) es una parodia de las películas del oeste, Historia del mundo, parte I (1981) es una parodia histórica, Robin Hood Men in Tights (1993) es la versión de Brooks del clásico cuento de Robin Hood, y sus parodias de los géneros de terror, ciencia ficción y aventuras incluyen El jovencito Frankenstein (1974), y Spaceballs (1987, una parodia de Star Wars).
El grupo cómico británico Monty Python también es famoso por sus parodias, por ejemplo, la parodia del Rey Arturo Monty Python y el Santo Grial (1974), y la sátira de Jesús La vida de Brian (1979). En la década de 1980, el equipo de David Zucker, Jim Abrahams y Jerry Zucker parodió géneros bien establecidos, como las películas de catástrofes, de guerra y policiales, con las series Airplane!, Hot Shots! y Pistola desnuda, respectivamente. Hay una parodia cinematográfica española de 1989 de la serie de televisión El Equipo A llamada El equipo Aahhgg dirigida por José Truchado.
Más recientemente, las parodias han abordado géneros cinematográficos enteros a la vez. Una de las primeras fue No seas una amenaza para South Central mientras te bebes tu zumo en el capó y la franquicia Scary Movie. Otras parodias recientes del género son. Shriek If You Know What I Did Last Friday The 13th, Not Another Teen Movie, Date Movie, Epic Movie, Meet the Spartans, Superhero Movie, Disaster Movie, Vampires Suck, y The 41-Year-Old Virgin Who Knocked Up Sarah Marshall and Felt Superbad About It, todas las cuales han sido criticadas. [cita requerida]

## Animación
Las series de televisión que más parodian a la política, la industria cinematográfica y la historia son series tales como: Los Simpson, Padre de familia, American Dad, La casa de los dibujos, Robot Chicken, Alejo y Valentina, South Park, Mad, Animaniacs, Gintama, Sket Dance, Haiyore! Nyaruko-san, Hayate no Gotoku!, La Mansión de los Políticos, Dragon Ball, The Justice Friends y Teen Titans Go!

## Ejemplos
Un tipo de parodia utiliza algunos elementos de la realidad, para dejar cierto aire a la verdad, un poco de fantasía y un aire sofisticado de narración. Con esto se crea la narración paródica.  

### Ejemplos de obras parodiadas
- Sir Thopas en Cuentos de Canterbury, por Geoffrey Chaucer
- Don Quijote de la Mancha por Miguel de Cervantes
- Beware of the Cat por Thomas Nashe

Esos conceptos forman ya parte de una antigua tradición. Siguiendo a la crítica Linda Hutcheon, la parodia en la literatura contemporánea es "repetición con diferencia". Intenta ser una recreación. Es una recontextualización que muchas veces brinda homenaje.
- Twilight, New Moon, Eclipse, Breaking Dawn Part 1 & Breaking Dawn Part 2 por The Hillywood Show
- The Knight of the Burning Pestle por Francis Beaumont y John Fletcher
- El dragón de Wantley, balada anónima del siglo XVII
- Hudibras por Samuel Butler
- MacFlecknoe, por John Dryden
- A Tale of a Tub por Jonathan Swift
- The Rape of the Lock por Alexander Pope
- Namby Pamby por Henry Carey
- Los viajes de Gulliver por Jonathan Swift

- The Memoirs of Martinus Scribblerus por John Gay, Alexander Pope, John Arbuthnot, Earl of Oxford, et al.
- Rasselas, Prince of Persia por Samuel Johnson
- Una broma musical por Mozart (Ein musikalischer Spaß), K.522 (1787) - parodia de contemporáneos incompetentes de Mozart, según algunos teóricos.
- Sartor Resartus por Thomas Carlyle
- El misterio de la cripta embrujada, de Eduardo Mendoza es una parodia del género policial.

## Parodias de páginas web
- Tu .tv y SplashFace a YouTube
- ZapLook a Google
- Frikipedia, Enciclopedia, Uncyclopedia a Wikipedia